# Fos-sur-Mer
Fos-sur-Mer är en kommun i departementet Bouches-du-Rhône i regionen Provence-Alpes-Côte d'Azur i sydöstra Frankrike. Kommunen ligger  i kantonen Istres-Sud som ligger i arrondissementet Marseille. År 2022 hade Fos-sur-Mer 15 694 invånare.

## Befolkningsutveckling
Antalet invånare i kommunen Fos-sur-Mer
Referens:INSEE